# Manettia verticillata
Manettia verticillata är en måreväxtart som beskrevs av Herbert Fuller Wernham. Manettia verticillata ingår i släktet Manettia och familjen måreväxter. Inga underarter finns listade i Catalogue of Life.